# Butlerov (cràter)
Butlerov és un cràter d'impacte que es troba a la cara oculta de la Lluna, més enllà de l'extremitat occidental i més enllà de la zona de vegades visible per efecte de la libració. Es localitza a un diàmetre cap a l'oest del cràter Pease. Més cap a l'oest apareix el cràter Kolhörster més gran.

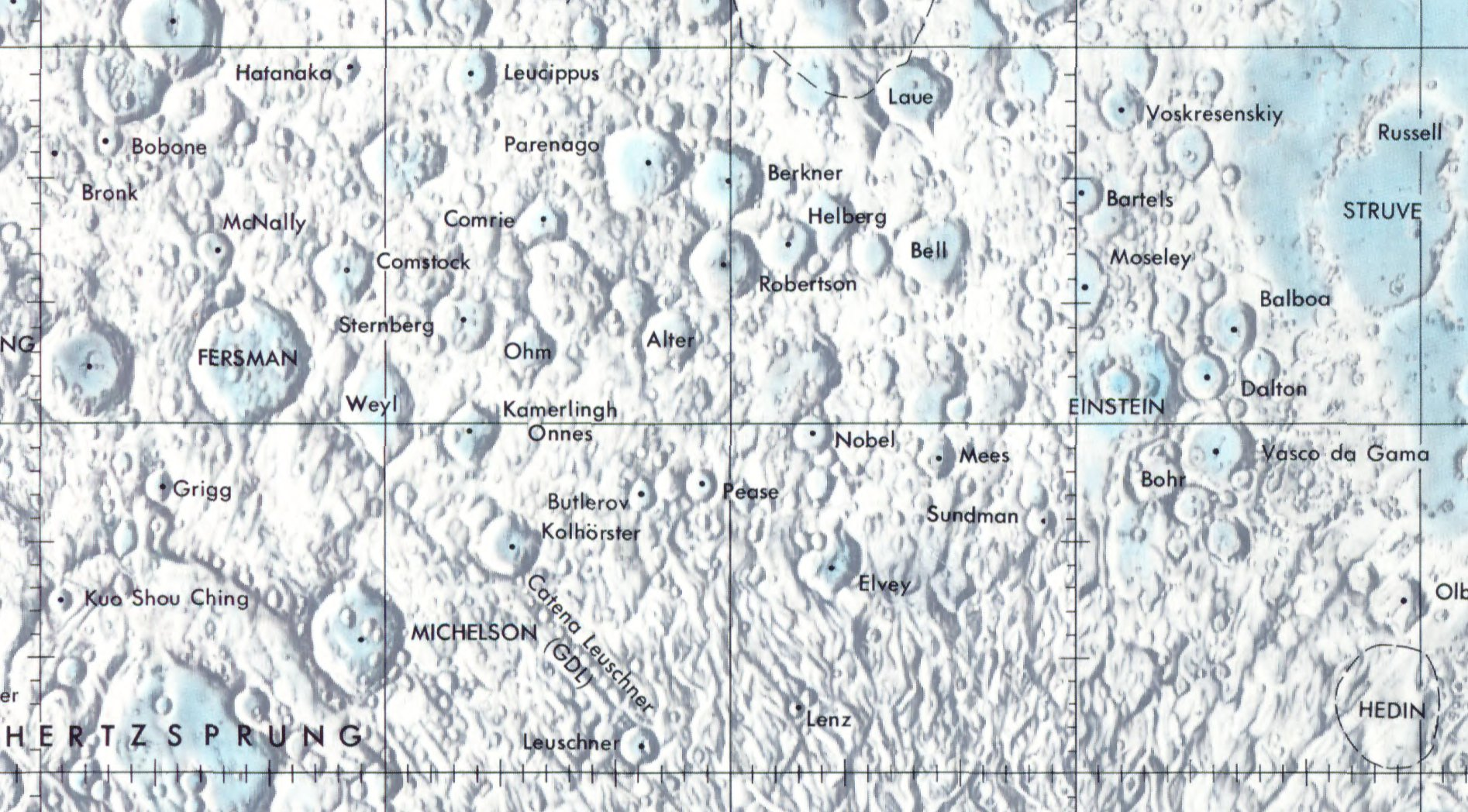
Localització de Butlerov (centre de la imatge)
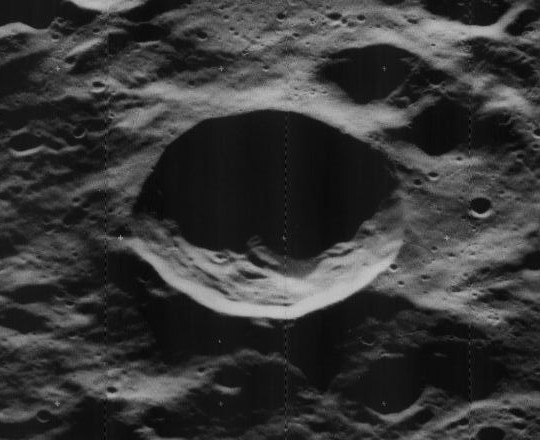
Imatge obliqua des del Lunar Orbiter 5, costat oest
Moviment de libració lunar, a més del pas dels terminadors matutí i del vespre

Es tracta d'una formació regular de cràter amb una vora gairebé circular que té una lleugera corba cap a fora al llarg del seu costat sud. Un cràter més petit s'uneix a l'exterior del perímetre al nord-oest. L'interior és lleugerament escarpat, però no té un pic central.